# Anthrax emissus
Anthrax emissus är en tvåvingeart som beskrevs av Walker 1864. Anthrax emissus ingår i släktet Anthrax och familjen svävflugor. Inga underarter finns listade i Catalogue of Life.